# Ikeda (Nagano)
Ikeda (池田町?) è una cittadina giapponese della prefettura di Nagano.